# Northamptonshire Combination Football League
Northamptonshire Football Combination är en engelsk fotbollsliga. Den har sex divisioner och toppdivisionen Premier Division ligger på nivå 11 i det engelska ligasystemet. Ligan är en matarliga till United Counties Football League.

## Mästare
| Säsong  | Premier Division       | Division One                 | Division Two              | Division Three                 | Division Four            |
| ------- | ---------------------- | ---------------------------- | ------------------------- | ------------------------------ | ------------------------ |
| 2000-01 | Cold Ashby Rovers      | Stanwick Rovers              | Northants Police          | Stanion United                 | N/A                      |
| 2001-02 | Cold Ashby Rovers      | Rushden Rangers              | Weavers Old Boys          | Kettering Park Rovers          | N/A                      |
| 2002-03 | Milton                 | Caledonian Strip Mills       | Finedon Volta             | Wellingborough Darndale        | N/A                      |
| 2003-04 | Moulton                | Corby Hellenic               | Ringstead Rangers         | Corby Grampians                | Rushden Arbuckle         |
| 2004-05 | Caledonian Strip Mills | Priors Marston               | Corby Grampians           | Wilby                          | Yardley United           |
| 2005-06 | Corby Hellenic Fisher  | Corby Grampian               | Welford Victoria          | Corby Kingfisher Athletic      | Cold Ashby Rovers        |
| 2006-07 | Harpole                | Whitefield Norpol            | Corby Kingfisher Athletic | Punjab United                  | Wellingborough Raffertys |
| 2007-08 | Harpole                | Weldon United                | Cold Ashby Rovers         | Corby Danesholme Vikings       | Corby Strip Mills        |
| 2008-09 | Harpole                | Queen Eleanor Great Houghton | Finedon Volta             | Wellingborough Old Grammarians | Kettering Ise Lodge      |
| 2009-10 | Harborough Town FC     | Welford Victoria             | Corby Danesholme Vikings  | Corby Everards                 | Long Buckby Ravens       |
| 2010-11 | Brixworth All Saints   | Ringstead Rangers            | Wellingborough Ranelagh   | Corby Locomotives              | Dainite Sports           |
| 2011–12 | Harpole                | Corby Quantum Print Vikings  | Corby Locomotives         | Corby Redstar                  | Daventry Drayton Grange  |
| 2012–13 | Harpole                | Earls Barton United          | Corby Eagles              | Northampton Exiles             | Borough Alliance         |
| 2013–14 | Brixworth All Saints   | Corby Eagles                 | Weedon                    | Wellingborough Rising Sun      | N/A                      |

Källa: Football Mitoo